# VW Волопаса
VW Волопаса (лат. VW Boötis) — двойная затменная переменная звезда типа W Большой Медведицы (EW) в созвездии Волопаса на расстоянии приблизительно 492 световых лет (около 151 парсека) от Солнца. Видимая звёздная величина звезды — от +11,11m до +10,42m. Орбитальный период — около 0,3423 суток (8,2156 часа).

## Характеристики
Первый компонент — жёлтый карлик спектрального класса G5. Масса — около 1,016 солнечной, радиус — около 1,338 солнечного, светимость — около 1,085 солнечной. Эффективная температура — около 5198 K.
Второй компонент — жёлтый карлик спектрального класса G. Масса — около 0,464 солнечной, радиус — около 0,756 солнечного, светимость — около 0,493 солнечной*. Эффективная температура — около 5560 K.

## Планетная система
В 2019 году учёными, анализирующими данные проектов HIPPARCOS и Gaia, у звезды обнаружена планета.